# سويسكا
سويسكا(بالإسبانية: Suesca) هي بلدة وبلدية تقع في إدارة كونديناماركا وسط كولومبيا، على بعد نحو 60 كيلومترًا شمال العاصمة بوغوتا، ضمن إقليم الهضبة الوسطى المعروف باسم هضبة بوغوتا على ارتفاع يتجاوز 2,500 متر.

## نبذه
تشتهر سويسكا بتضاريسها الجبلية وصخورها الطبيعية المعروفة باسم صخور سويسكا، التي تجذب هواة تسلق الجبال والمشي في الطبيعة، تقع بجوارها بحيرة سويسكا، وهي موقع طبيعي مهم في المنطقة.
كانت سويسكا جزءًا من أراضي شعب المويسكا، وتضم آثارًا تدل على حضورهم الثقافي والديني قبل الاستعمار الإسباني.
يعتمد اقتصاد البلدة على الزراعة والسياحة البيئية، وتشهد رواجًا بين زوار بوغوتا الباحثين عن التخييم والمغامرة في الهواء الطلق.